# 完全な遊戯
『完全な遊戯』（かんぜんなゆうぎ）は、石原慎太郎の短編小説。1957年（昭和32年）、雑誌『新潮』10月号に掲載され、翌年1958年（昭和33年）3月31日に新潮社より単行本刊行された。同名のタイトルの映画作品（太陽族映画）も1958年（昭和33年）11月に公開された。
なお、小説は「精神疾患のある女性を男たちが拉致・監禁し、輪姦し殺害する」という内容であるが、映画は原作である小説とは内容が大きく異なっている。

## あらすじ
雨が降る夜中のドライブ中、バス停に立っている女を、主人公・礼次とその友人・武井が駅まで送ると騙し拉致して車中で輪姦する。彼らは彼女を礼次の別荘に監禁・拘束し、なおも輪姦は続く。
途中、女が精神疾患を抱えていること、どうやら精神病院から抜け出てきたらしいということが分かるが、彼らは仲間を5人呼び、輪姦させる。
女を熱海の女郎屋に売り飛ばすことにも失敗した彼らは、女が面倒になり、懇ろに語るふりをして彼女を連れ出し、最後には崖から突き落として殺す。そこで主人公が一連の出来事の総括をつぶやく。

## 作品評価・解釈
『完全な遊戯』は、精神障害の女性を陵辱して殺すというその内容が、あまりにも反道徳的だと発表当時弾劾されたが、それと同時に文学的な面から擁護する作家や評論家もいた。なお、『処刑の部屋』とともに2010年（平成22年）の東京都青少年の健全な育成に関する条例改正でも石原都知事のこの作品が問題になった。
佐古純一郎は、「もういいかげんにしたまえと叫びたいほどのものである。君たちはこういう小説が書けることに若さの特権を誇っているのかもしれないが、いったい人間というものを少しでも考えてみたことがあるのか。石原はどこかで自分の文学は人間復活の可能性の探求だとうそぶいていたが、作家としての良心を失っていないのなら、少しは自分の言葉に責任を持つがいいのだ」と怒りを露わにしている。
平野謙は、〈完全な遊戯〉という題名を作者・石原が思いついた時、「ニヤリとほくそえんだかもしれぬ」と述べ、以下のように批判している。
江藤淳は、「果たして〈完璧〉という観念に人間的なものがあるか。石原氏がここで試み、成功したのは、この観念のほとんど厳粛な空虚さを、抽象化された運動の継起のなかに象徴しようとすることである。〈純粋行為〉がとらえられればよい」と述べている。
三島由紀夫は、『完全な遊戯』に集中した「文壇の悪評」に対し、「日本の批評はどうしてかうまで気まぐれなのであるか」と異議を唱え、『太陽の季節』から『処刑の部屋』へと読み進んだ読者にとり、『完全な遊戯』はその「透明な結晶の成就」で「筆致は澄んでゐる」とし、作品の性質は、「抽象的な美しさ」に集中している「モダン・バレエのやうなもの」と評しながら、「ここには肩怒らした石原氏はゐず、さはやかな悪徳の進行に化身してゐる。一連の汚ならしい暴行と輪姦が、透明な流れのやうにすぎる。ここには自分の方法をちやんとした芸術の方法に高めた石原氏がゐるのである」と考察し、その作品構成を以下のように説明している。
そして、『完全な遊戯』の主眼は、「青年たちと女との、不気味な照応の虚しさ」であるとし、三島は以下のように解説している。
また、『完全な遊戯』発表から13年後、文芸評論家・古林尚と三島の対談において、古林が、「石原慎太郎が『完全な遊戯』を出したとき、三島さんが、これは一種の未来小説で今は問題にならないかもしれないけれど、十年か二十年先には問題になるだろう、と書いていたように記憶していますが…」と問うと、三島は以下のように答えながら、カトリック的な絶対者の概念や神的なものへの信仰が崩れてしまうと、「エロティシズム」もなくなり、石原が作中で描いたような虚しい頽廃的セックスだけしか残らないと論じている。
秋山大輔は、上記のような三島の『完全な遊戯』評から、「（三島は）人間が思考を止めて、欲望のみで行動する時代の到来を石原の小説から眺めていたのかもしれない。現代の社会情勢。セックスの低年齢化や、性犯罪の多様化、ドメスティック・バイオレンスの横行を三島は予見していた、極論かもしれないが、『完全な遊戯』の評論は、的を得ているのかもしれない」と述べている。
中森明夫は、『完全な遊戯』に対する三島の作品評を踏襲する形で構成などを考察しながら、「これは石原文学の最高峰であることは間違いない」と述べ、100年、200年後に石原慎太郎という名や存在が忘却される時代が来たとしても、「必ずこの作品だけは生き残る」と断言したいとし、「『完全な遊戯』は日本語で書かれた短編小説の最高傑作である」と賞讃しつつ、以下のように解説している。

## 映画
『完全な遊戯』（日活）1958年（昭和33年）11月12日封切。

### あらすじ
戸田をリーダーとする学生たち（大木壮二、沖津、秋谷）は遊び感覚で犯罪を計画する。川崎の競輪場と吉祥寺のノミ屋のタイム・ラグを利用して、当たり券を買うのだ。戸田たちは富田和を仲間に誘い、また写真判定より早く結果を知るため、競馬の虫の源蔵を雇う。
計画は成功、34万円の配当金が手に入るはずが、ノミ屋は金を用意しておらず、20万円しか貰えなかった。
戸田たちは残りの金を要求するが、ノミ屋の責任者の松居鉄太郎は金策に困り、居留守を使う。
壮二の発案で、デパート勤務の鉄太郎の妹・京子をカタにすることに。具体的には、壮二が京子を誘惑し連れ出して、他の4人で拉致、戸田の家に監禁する。
壮二は拉致グループと関係ないふりをして鉄太郎の家に行く。そこは貧しいアパートで、心臓病で寝たきりの母親もいた。鉄太郎は本当に金を持っていなかった。しかし、京子を心配する母親のために、鉄太郎は銀行の小使が運んでいた現金を強奪し、身代金として払う。
身代金と引き換えに解放される京子だが、留守番役の和にレイプされていた。さらに信じていた壮二もグルとわかる。アパートに帰宅すると、兄の指名手配を知りショック死した母親がいた。京子は絶望して自殺する。
まんまと大金をせしめたグループだが、京子の死に責任を感じて、壮二だけは金を受け取らなかった。
数日後、鉄太郎は妹の復讐のため、大学の校門で戸田を刺殺する。
鉄太郎が警察の取り調べに戸田以外のメンバーのことを話さなかったため、胸を撫で下ろすメンバーだが、壮二は良心の呵責から新聞社に真実を打ち明ける。

### キャスト
- 大木壮二：小林旭
- 松居京子：芦川いづみ
- 松居鉄太郎：葉山良二
- 鉄太郎の母：高野由美
- 富田和：岡田眞澄
- 沖津：武藤章生
- 秋谷：柳瀬志郎
- 戸田：梅野泰靖
- モンシェリのママ：白木マリ
- 源造：大森義夫（殿山泰司という情報もあるが誤り[9]）
- 虎松親分：松本染升
- 競輪場の男：高品格
- 試験官：小泉郁之助
- 学生金貸し：杉幸彦
- 銀行の小使：青木富夫
- 下宿の婆さん：山本かほる
- デパートの女の子：渡のり子
- 酒屋の丁稚：神戸瓢介

### スタッフ
- 監督：舛田利雄
- 原作：石原慎太郎
- 脚本：白坂依志夫
- 企画：高木雅行
- 撮影：横山実
- 美術：坂口武玄
- 音楽：河辺公一、真鍋理一郎
- 録音：神谷正和
- 照明：高島正博
- 編集：辻井正則